# Otostephanos kostei
Otostephanos kostei är en hjuldjursart som beskrevs av Donner 1972. Otostephanos kostei ingår i släktet Otostephanos och familjen Habrotrochidae. Inga underarter finns listade i Catalogue of Life.